# Люта (село)
Лю́та — село в Україні, у Ужгородському районі Закарпатської області.

## Географічні дані
Кінцевий пункт шосейної дороги. Розташоване на річці Лютянка. Потрапити у Люту можна повз Вишку через невеличкий перевал десь близько 600 м над рівнем моря. Православний кам'яний храм знаходиться у центрі села. Населення — 2412 осіб. Центр сільської ради. Село розташоване у верхній течії річки Лютянка, у яку впадає річка Лютка. Крайнє південно-східне село Лемківщини.

## Герб
У лазуровому щиті срібна пила із золотими ручками, що супроводжується зверху срібною сокирою із золотою рукояткою та срібним лезом коси, покладеними в косий хрест. Все супроводжується зверху та знизу двома червоними квітками із зеленими листочками.

## Історія
Перші жителі в цих місцях з’явились близько середини XIII століття, коли виникло понад 25 поселень в Ужанській домінії. Всі села Ужанської домінії у 80-х роках XIII століття були віддані угорським королем Андрієм III ужанському жупану Петру Петуні, володіння якого в 1320 році перейшли до рук феодалів Другетів, союзників угорського короля Роберта Анжуйського. Другети володіли Лютою аж до XVII століття.
Село було побудоване у 1567 році. Тоді тут нараховувалися всього дві родини. Та кількість переселенців збільшувалася. У 1588 тут проживали 12 господарств. У 1599 село перенесло епідемію і зменшилось населення — тоді тут налічувалися 6 родин.
Пізніші назви села у 1728-, 1773- Lyutta, 1913-Havasköz. У 1629—1630 рр. поблизу Лютої діяли опришки Лапшуна з Стужиці.
Уже у 1715 тут мешкали 39 сімейств. Також на той момент там працювали два водяні млини. У джерелах під 1715 згадується дерев'яна церква св. Миколая Чудотворця. Вона знаходилася у чудовому стані та у 1874 році згоріла.
Протягом першої половини XIX століття Люта значно зросла. Тут налічувалося 109 дворів, у яких проживало 1014 чоловік. Все більша частина населення починала займатись ремеслом. З початку XIX століття в Лютій діяла лісопилка. Пила приводилась в рух верхньобійним водяним колесом. На лісопилці виготовляли дошки для спорудження жител та мостів. Інтенсивна розробка лісів була пов'язана деякою мірою з німецькою колонізацією. В Люту прибули вихідці з Швабії: Райке, Лавер та інші, нащадки яких і по сьогодні проживають у селі. Внаслідок цього в Лютій значно розширилось виробництво дощок, дранки, клепки тощо. Використовували працю селян Лютої і на випалюванні вугілля, виробництві поташу та заготівлі лісу.
В Лютій швидко зростали лісові промисли, розвиток яких зумовлював великий попит на пиломатеріали і ділову деревину. З кожним роком збільшувався обсяг сплавів по річці Лютянці до Дубринича і далі. В 1896 році на лісопилці, замість верхньобійного водяного колеса, було встановлено паровий двигун, а замість однієї простої пили — 2 розпилювальні рами і циркулярний верстат. На лісопилці тоді працювало близько 30 чоловік постійних робітників.
У 1862 році на кошти селян у Лютій була збудована перша народна школа, де вчили дітей читати і писати. Проте основна увага приділялася співу, читанню біблії і закону божому. Діти відвідували школу тільки взимку, коли не було польових робіт. Наприкінці XIX століття було відкрито ще 4 класи парафіяльної школи, навчання в якій проводилося угорською мовою.
В роки першої світової імперіалістичної війни до австро-угорської армії було мобілізовано близько 130 чол. У населення забирали коней, підводи, часто проводились реквізиції зерна, примусово реалізовувалась військова позика.
Церква Різдва пр. богородиці. 1882.
Село здавна було релігійним центром, де перебували окружні церковні намісники. В 1751 р. згадують дерев'яну церкву св. Миколи, у доброму стані, з двома дзвонами, «красними образами всіми украшена». В церкві села Сухий зберігається Требник, на форзаці якого тодішній парох А. Бачинський записав: «Нечаяний пожар святой церкви Лютянськой 13-го декабря 1874 р., день уторок, серед полудня, великое сокровище риз і сребром і златієм покритих книг сожжено.»
Після пожежі змуровано з каменю на Мікулівській землі і посвячено св. Миколі Чудотворцю теперішню базилічну церкву, яку датують за шематизмом 1915 р. Трирядний іконостас зробив Петро Ковалицький. На початку 1920-х років завалилася вежа і церкву довелося перебудовувати. У 1930-х роках у церкву вдарила блискавка. Храм оновлено в 1938 р. Після 1945 р. змінено присвяту церкви. Малювання в інтер'єрі виконав художник Іван Андрішко в 1976 р.
Лютянський греко-католицький священик Іван Лелекач перебував у радянських концтаборах з 1947 до 1955 р.
На свято Петра і Павла у цьому селі палять великі ватри на лісових виступах, урочищах, полонинах. Називають ці варти «субітками».

## Присілки
Верхня Люта
Верхня Люта - колишнє село в Україні, в Закарпатській області.
Обєднане з селом Люта рішенням облвиконкому Закарпатської області №155 від 15.04.1967
Перша згадка XVI століття.
Нижня Люта
Нижня Люта - колишнє село в Україні, в Закарпатській області.
Обєднане з селом Люта рішенням облвиконкому Закарпатської області №155 від 15.04.1967
Перша згадка XIX століття.

## Населення
Згідно з переписом УРСР 1989 року чисельність наявного населення села становила 2855 осіб, з яких 1348 чоловіків та 1507 жінок.
За переписом населення України 2001 року в селі мешкало 2417 осіб.

### Мова
Розподіл населення за рідною мовою за даними перепису 2001 року:
| Мова       | Кількість | Відсоток |
| ---------- | --------- | -------- |
| українська | 2409      | 99.88%   |
| російська  | 3         | 0.12%    |
| Усього     | 2412      | 100%     |

## Туристичні місця
- Домінантою села є мурована базилічна церква Різдва Пресвятої Богородиці, споруджена 1882 року. Вона мала трирядий іконостас, церкву двічі спіткало лихо. На початку 1920 завалилася вежа, а в 1930 до неї влучила блискавка. Храм був оновлений у 1938 році.
- На свято Петра і Павла у цьому селі палять великі ватри на лісових виступах, урочищах, полонинах. Називають ці варти «субітками»

## Відомі люди
В селі працював єврейської національності вчитель-українізатор Виноградський-Вайнбергер Микола, розстріляний після знищення Карпатської України мадярами.
Уродженцем села є Боднар Ілько — український письменник, учасник Другої світової війни, діаспорянин в Чехії.